# Ликсет-Скогман, Магна
Магна Элвин Ликсет-Скогман (6 февраля 1874, Христиания — 14 ноября 1949, Дандерюд, Стокгольм), также известная как Магна Ликсет-Шервен — оперное сопрано, шведка норвежского происхождения. После своего дебюта в Шведской королевской опере в 1901 году в роли Сантуццы в «Сельской чести» Масканьи она проработала там до 1918 года, став примадонной труппы. Магна исполняла ведущие партии во многих операх, но особенно запомнилась своими вагнеровскими интерпретациями, создав Брунгильду в шведских премьерах «Зигфрид», «Гибели богов» и «Тристан и Изольда» в 1909 году. Магна считалась одной из самых выдающихся шведских оперных певиц своего поколения, была в 1907 году награждена медалью Litteris et Artibus и стала членом Шведской королевской музыкальной академии в 1912 году.

## Биография
Магна Элвин Ликсет родилась в современном Осло, Норвегия (тогда Христиания, Шведско-норвежская уния), 6 февраля 1874 года. Она закончила школу в Христиании, и после первоначального обучения вокалу в Консерватории Христиании под руководством Иды Базилиер-Магельссен переехала в 1894 году в Стокгольм, где была ученицей Йона Форселля в Королевском музыкальном колледже. Также она училась в Германии, получила опыт на Байрётском фестивале. С 1901 по 1910 год она была замужем за норвежским купцом Олавом Шервеном, а с 1911 года — за шведским бароном Карлом Скогманом.
В 1898 году Магна дебютировала с концертом перед тем, как отправиться в тур по Швеции в труппе Оскара Ломберга, где среди её ролей были Леонора в «Трубадуре» Верди и Филина в «Миньоне» Амбруаза Тома. В 1901 году Ликсет дебютировала в Шведской королевской опере с партией Сантуццы в «Сельской чести» Масканьи, а затем Маргариты в «Фаусте» Гуно. Проработав в труппе до 1918 года она добилась особенного успеха в своих вагнеровских ролях, исполнив партии Брунгильды в «Зигфриде» (1905) и «Гибели богов» (1907), а в 1909 году — главную роль в «Тристане и Изольде». Её часто приглашали на роли в Национальный театр в Осло, где состоялась премьера «Тоски» Пуччини (1908) и «Аиды» Верди (1909). Благодаря обширному репертуару она стала чрезвычайно популярной в Швеции. В результате, за исключением нескольких гастролей в Дании и Швеции, она мало путешествовала. Её широкий голос и её сценические выступления способствовали её успеху в итальянской опере, включая Дездемону в «Отелло». Среди её многочисленных других ролей были Графиня в «Свадьбе Фигаро» Моцарта, Леонора в «Фиделио» Бетховена и Микаэла в «Кармен» Бизе.
Магна Ликсет-Скогман умерла в Стокгольме 13 ноября 1949 года.

## Награды
В 1907 году она была удостоена шведской медали Litteris et Artibus, а в 1912 году стала членом Шведской королевской музыкальной академии.